# Emmesomyia lupata
Emmesomyia lupata är en tvåvingeart som beskrevs av Ackland 1995. Emmesomyia lupata ingår i släktet Emmesomyia och familjen blomsterflugor.
Artens utbredningsområde är Angola. Inga underarter finns listade i Catalogue of Life.